# Villers-la-Montagne
Villers-la-Montagne är en kommun i departementet Meurthe-et-Moselle i regionen Grand Est (tidigare regionen Lorraine) i nordöstra Frankrike. Kommunen ligger i kantonen Villerupt som tillhör arrondissementet Briey. År 2022 hade Villers-la-Montagne 1 562 invånare.

## Befolkningsutveckling
Antalet invånare i kommunen Villers-la-Montagne
| Referens: INSEE |